# 卡罗西奥
卡罗西奥（義大利語：Carrosio），是意大利亚历山德里亚省的一个市镇。总面积7.24平方公里，人口491人，人口密度67.8人/平方公里（2009年）。ISTAT代码为006035。